# شركة غاز كوريا
شركة الغاز الكورية (كوغاز) هي شركة عامة للغاز الطبيعي في كوريا الجنوبية التي تأسست من قبل الحكومة الكورية في عام 1983. نمت كوغاز لتصبح أكبر شركة لاستيراد الغاز الطبيعي المسال في العالم  وتدير أربعة محطات لإعادة الغاز الطبيعي المسال و 4824 كم من خطوط أنابيب الغاز الطبيعي في كوريا الجنوبية .
تمتلك الشركة حصة في منشأة بريلود للغاز الطبيعي المسال العائم في أستراليا، إلى جانب المستثمرين شل وانبكس و سي بي سي . إنه أكبر هيكل إنتاج عائم في العالم.  بدأ الإنتاج في ديسمبر 2018. 

## روابط خارجية
- الصفحة الرسمية
- ياهو! الصفحة المالية ل 036460. KS